# Paracoquimbite
La paracoquimbite è un minerale.